# Gert
Gert er et drengenavn, der er en kortform af Gerhard, som har tysk oprindelse. Navnet findes også i formen Gerd, der dog er mest anvendt som pigenavn. De to navne bæres af lidt flere end 7.500 danskere ifølge Danmarks Statistik..
Det tyske Gerd er et drengenavn, en forkortelse af Gerhard.
Det nordiske Gerd er et pigenavn med rødder i den nordiske mytologi.

## Kendte personer med navnet
- Gert Frank, dansk cykelrytter.
- Gert Fredholm, dansk filminstruktør.
- Gerd Gjedved, dansk skuespiller.
- Gert Bo Jacobsen, dansk bokser.
- Gert Jonke, østrigsk forfatter.
- Gert Kærlin, dansk atletikudøver.
- Gerd Müller, tysk fodboldspiller.
- Gert Petersen, dansk politiker.
- Gert Steegmans, belgisk cykelrytter.
- Gert Vincent, dansk musiker.

## Navnet anvendt i fiktion
- Gert K er en figur fra Gramsespektrum.